# Branko Pauljević
Branko Pauljević (in serbo Бранко Пауљевић?; Kusić, 12 giugno 1989) è un calciatore serbo naturalizzato ungherese, difensore dell'Honvéd.

## Biografia
Nato a Kusić, nell'ex Jugoslavia, dopo 10 anni consecutivi passati in Ungheria, ottiene la naturalizzazione ed il passaporto ungherese.

## Caratteristiche tecniche
Nasce come terzino destro, ma con il progredire della carriera ha assunto sempre più una posizione avanzata, giocando ormai da anni come centrocampista, venendo impiegato in entrambi le posizioni a seconda della necessità.

## Carriera
Cresce calcisticamente nel settore giovanili del Voždovac di Belgrado, esordisce nel professionismo con il Big Bull Bačinci in Srpska Liga ovvero la terza serie serba, ben figurando con 22 presenze e 4 reti. La stagione seguente inizia con l' Hajduk Kula, ma dopo aver trovato poco spazio a gennaio 2010 viene mandato in prestito fino al termine della stagione al Senta, squadra della seconda serie serba. Con la squadra dell'omonima cittadina diviene in breve tempo titolare, segnando ben 5 reti in 14 partite. Al termine della stagione, scaduto il prestito fa ritorno all'Hajduk Kula, giocando per un biennio da titolare e fornendo ottime prestazioni, finendo nella top 11 dei migliori giocatori della Superliga 2011-2012  finendo per attirare l'interesse del Partizan che lo ingaggia per la stagione 2012-13 facendogli firmare un contratto triennale. La stagione causa un serio infortunio subito nel precampionato lo vede scarsamente utilizzato, nelle poche volte in cui riesce a scendere in campo riesce comunque a giocare sempre titolare e restando in campo per tutti i 90 minuti, conquistando al termine dell'annata la vittoria del campionato e suo primo trofeo in carriera. La stagione seguente viene mandato in prestito al Radnički Niš, diventando titolare inamovibile e tornando su ottimi livelli, aiutando con 28 presenze e 3 reti la squadra a conquistare un ottimo 6º posto finale, a due sole lunghezza dal 4º posto e ad una dal 5º valevole per l'ingresso nella coppe europee. Convincendo la squadra biancorossa al prolungamento del prestito dal Partizan di un altro anno. Il 24 febbraio 2015 si trasferisce a titolo definitivo al Pécs nella massima serie ungherese, dove diviene anche qui un titolare inamovibile grazie alle ottime prestazioni, chiudendo un tranquillo campionato a metà classifica con 13 partite e 3 gol. In estate complici ingenti debiti finanziari che spingono la squadra alla rinuncia della partecipazione al successivo campionato e a ripartire dalla NBIII, ovvero la terza serie magiara, il giocatore di comune accordo si svincola dal club rossonero, accasandosi pochi giorni dopo alla Puskás Akadémia, ritrovando così la massima serie. Al termine di una stagione difficile per la squadra, con la retrocessione in NBII avvenuta all'ultima giornata in favore del Vasas, ma positiva sotto il profilo personale riuscendo a giocare sempre titolare con 31 presenze ed un gol segnato nella trasferta di Békéscsaba per 2-1 il 21 novembre, lascia la squadra di Felcsút, passando in prestito al Mezőkövesd-Zsóry restando in massima serie. Con 25 presenze ed un gol, contribuisce insieme al resto della squadra alla salvezza, arrivata solo all'ultima giornata. Al termine della stagione viene acquistato dall'Újpest, con il club bianco viola vive una stagione da protagonista che finirà con la conquista della Coppa d'Ungheria in finale contro la Puskás Akadémia sua ex squadra vinta ai calci di rigore. Nel corso degli anni, nonostante vari cambi di allenatori diviene un punto fermo dell'undici titolare e uomo squadra, indossando più volte anche la fascia da capitano, vincendo nella stagione 2020-21 una seconda Coppa d'Ungheria stavolta contro il Fehérvár, lascia la squadra dell'omonimo quartiere di Budapest dopo sette stagioni con più di 200 partite giocate. Nell'estate del 2024 terminato il contratto con l'Újpest, rimane sempre a Budapest, scendendo di categoria e firmando un contratto annuale con l'Honvéd. Divenuto subito un elemento fondamentale del centrocampo segna la sua prima rete nel terzo turno di Coppa d'Ungheria nel 5-1 contro il Kelen SC il 14 settembre, continuando la sua stagione da titolare e ripetendosi con la marcatura, stavolta in campionato alla penultima giornata nel 3-0 interno contro il Kisvárda segnando il gol del momentaneo 1-0. Chiude con una tranquilla salvezza con 23 presenze.

## Statistiche

### Presenze e reti nei club
Statistiche aggiornate al 6 giugno 2025.
| Stagione            | Squadra             | Campionato          | Campionato | Campionato | Coppe nazionali | Coppe nazionali | Coppe nazionali | Coppe continentali | Coppe continentali | Coppe continentali | Altre coppe | Altre coppe | Altre coppe | Totale | Totale |
| Stagione            | Squadra             | Comp                | Pres       | Reti       | Comp            | Pres            | Reti            | Comp               | Pres               | Reti               | Comp        | Pres        | Reti        | Pres   | Reti   |
| ------------------- | ------------------- | ------------------- | ---------- | ---------- | --------------- | --------------- | --------------- | ------------------ | ------------------ | ------------------ | ----------- | ----------- | ----------- | ------ | ------ |
| 2008-2009           | Big Bul Bačinci     | 3L                  | 22         | 4          | CS              | 2               | 1               |                    | -                  | -                  |             | -           | -           | 24     | 5      |
| 2009-gen. 2010      | Hajduk Kula         | SL                  | 4          | 0          | CS              | 1               | 0               |                    | -                  | -                  |             | -           | -           | 5      | 0      |
| gen.-giu. 2010      | Senta               | PL                  | 14         | 5          | CS              | -               | -               |                    | -                  | -                  |             | -           | -           | 14     | 5      |
| 2010-2011           | Hajduk Kula         | SL                  | 28         | 1          | CS              | 0               | 0               |                    | -                  | -                  |             | -           | -           | 28     | 1      |
| SL                  | Hajduk Kula         | 27                  | 0          | CS         | 1               | 0               | -               | -                  | -                  | -                  | -           | -           | 28          | 0      |        |
| Totale Hajduk Kula  | Totale Hajduk Kula  | Totale Hajduk Kula  | 55         | 1          |                 | 2               | 0               |                    | -                  | -                  |             | -           | -           | 57     | 1      |
| 2012-2013           | Partizan            | SL                  | 5          | 0          | CS              | 2               | 0               | UCL+UEL            | 0+2                | 0+0                | -           | -           | -           | 7      | 0      |
| 2013-2014           | Radnički Niš        | SL                  | 28         | 3          | CS              | 2               | 0               | -                  | -                  | -                  | -           | -           | -           | 30     | 3      |
| 2014-feb. 2015      | Radnički Niš        | SL                  | 11         | 0          | CS              | 3               | 0               | -                  | -                  | -                  | -           | -           | -           | 14     | 0      |
| Totale Radnički Niš | Totale Radnički Niš | Totale Radnički Niš | 39         | 3          |                 | 5               | 0               |                    | -                  | -                  |             | -           | -           | 44     | 3      |
| feb.-giu. 2015      | Pécs                | NBI                 | 13         | 3          | MK+MLK          | 0+-             | 0+-             | -                  | -                  | -                  | -           | -           | -           | 13     | 3      |
| 2015-2016           | Puskás Akadémia     | NBI                 | 31         | 1          | MK              | 0               | 0               | -                  | -                  | -                  | -           | -           | -           | 31     | 1      |
| 2016-2017           | Mezőkövesd-Zsóry    | NBI                 | 25         | 1          | MK              | 9               | 1               |                    | -                  | -                  | -           | -           | -           | 34     | 2      |
| 2017-2018           | Újpest              | NBI                 | 30         | 4          | MK              | 8               | 0               | -                  | -                  | -                  | -           | -           | -           | 38     | 4      |
| 2018-2019           | Újpest              | NBI                 | 31         | 0          | MK              | 2               | 0               | UEL                | 3                  | 0                  | -           | -           | -           | 36     | 0      |
| 2019-2020           | Újpest              | NBI                 | 26         | 1          | MK              | 4               | 0               | -                  | -                  | -                  | -           | -           | -           | 30     | 1      |
| 2020-2021           | Újpest              | NB1                 | 29         | 1          | MK              | 7               | 0               | -                  | -                  | -                  | -           | -           | -           | 36     | 1      |
| 2021-2022           | Újpest              | NB1                 | 26         | 1          | MK              | 4               | 0               | UECL               | 4                  | 0                  | -           | -           | -           | 34     | 1      |
| 2022-2023           | Újpest              | NBI                 | 32         | 1          | MK              | 3               | 0               |                    | -                  | -                  |             | -           | -           | 35     | 1      |
| 2023-2024           | Újpest              | NBI                 | 27         | 0          | MK              | 3               | 0               |                    | -                  | -                  |             | -           | -           | 30     | 0      |
| Totale Ujpest       | Totale Ujpest       | Totale Ujpest       | 201        | 8          |                 | 31              | 0               |                    | 7                  | 0                  |             | -           | -           | 239    | 8      |
| 2024-2025           | Honvéd              | NBII                | 23         | 1          | MK              | 2               | 1               | -                  | -                  | -                  | -           | -           | -           | 25     | 2      |
| Totale carriera     | Totale carriera     | Totale carriera     | 432        | 27         |                 | 52              | 3               |                    | 9                  | 0                  |             | -           | -           | 493    | 30     |

## Palmarès

### Club

#### Competizioni nazionali
- Campionato serbo: 1

Partizan: 2012-2013
- Coppa d'Ungheria: 2

Újpest: 2017-2018, 2020-2021

### Individuale
- Squadra dell'anno della Superliga:1

2011-2012